# Nhót hẹp dần
Nhót hẹp dần (danh pháp khoa học: Elaeagnus angustata) là một loài thực vật có hoa trong họ Elaeagnaceae. Loài này được (Rehder) C.Y.Chang mô tả khoa học đầu tiên năm 1980.